# Цикорий
Цико́рий (лат. Cichórium) — род двулетних или многолетних трав семейства Астровые, или Сложноцветные. Род включает в себя два культивируемых вида и не менее восьми дикорастущих.

## Ботаническое описание
Имеет длинный крепкий стержневой корень, глубоко проникающий в почву.
В первый год появляется розетка ярких продолговатых листьев с чётко выраженной главной жилкой. Листья могут быть закруглены на конце либо сужены. Жёсткий вертикальный углублённый стебель появляется во второе лето.
Цветки язычковые, крупные, обоеполые, чаще голубого цвета, реже розоватые либо белые, расположены на коротком индивидуальном стебельке, отходящем от верхней части листа. Цветки находятся в корзинках с двойной обёрткой, наружные листочки обёртки короткие, отогнутые, внутренние прямостоячие. Цветки открываются последовательно вверх, хотя в пасмурную погоду часто закрыты.
Плод неясно пятигранный с хохолком из коротких чешуек.

## Распространение и среда обитания
Родиной цикория обыкновенного считается Средиземноморье. Распространено это растение в зоне умеренного климата и в тропиках. Встречается в Евразии, Северной Африке, Северной и Южной Америке, Австралии и Новой Зеландии.
Дикорастущий цикорий встречается на лесных опушках, на лугах, пустырях, по кромке полей и вдоль просёлочных дорог, около населённых пунктов. В горах цикорий не поднимается выше среднего пояса.
Это растение специально выращивают, отводя под его посадки целые поля.

## Применение
Два вида цикория культивируются — цикорий салатный и цикорий обыкновенный. В пик сезона высушенный корень цикория обыкновенного содержит 75 % инулина (по другим данным, около 49 %).
Корень используют как заменитель кофе. Высушенные и обжаренные корни добавляют к натуральному кофе для улучшения его вкуса. По мнению Александра Дюма, распространению цикория в качестве сырья для напитка способствовала континентальная блокада, которая лишила Францию одновременно и кофе, и сахара. Чтобы сделать более доступным резко подорожавший кофе и улучшить вкус напитка, казавшегося тогда слишком горьким без сахара, повара стали добавлять в кофе истолчённый цикорий. Именно в таком виде относительно недорогой, в сравнении с чистым кофе, напиток приобрёл широкое распространение в Европе, начиная с 1810-х годов. Цикорий также является ингредиентом фруктовых чаёв.
Листья культивируемых видов используют для различных салатов и в качестве гарниров к блюдам. Дюма в своём «Большом кулинарном словаре» (фр. Grand Dictionnaire de cuisine; опубликован посмертно в 1873) писал о диком цикории:
Это одно из наиболее ценных салатных растений, из него делают очень полезные для здоровья и весьма питательные салаты, возможно, самые лучшие из всех, хотя они слегка горчат. Врачи иногда разрешают выздоравливающим после болезни есть только один салат — это салат из цикория.
Является медоносом и пыльценосом.

## Цикорий в легендах
- В русском народе цикорий называют ещё «Петров батог»: по легенде, апостол Пётр использовал его как хворостину для своих овец.
- По другой легенде, апостол Пётр согнал насекомых-вредителей с хлебных колосьев, используя для этой цели прутики, которые затем бросил у поля на обочину дороги. Из них и вырос цикорий. Оттого будто бы и растёт он с тех пор возле дорог[6].

## Цикорий в искусстве
- Цикорию посвящена одноимённая шуточная песня группы «Ноль» из альбома «Песня о безответной любви к Родине».
- В кинофильме «Укрощение строптивого» Лиза (персонаж Орнеллы Мути) получает от Элиа (персонаж Челентано) вместо просимого ею «косячка» самокрутку с цикорием.

## Классификация

### Таксономия[7]
Cichorium L., 1753, Sp. Pl. : 813
Род Цикорий относится к семейству Астровые (Asteraceae) порядка Астроцветные (Asterales). Кладограмма в соответствии с Системой APG IV:
|  |                                      |  |                                   |                                   |                    |  | ещё 10 семейств |               |               |                                                                              |
|  |                                      |  |                                   |                                   |                    |  |                 |               |               | 8 подтвержденных и 3 в статусе "непроверенных" видов и инфравидовых таксонов |
|  |                                      |  |                                   | порядок Астроцветные              |                    |  |                 |               | род Цикорий   |                                                                              |
|  |                                      |  |                                   | порядок Астроцветные              |                    |  |                 |               | род Цикорий   |                                                                              |
|  | отдел Цветковые, или Покрытосеменные |  |                                   |                                   | семейство Астровые |  |                 |               |               |                                                                              |
|  | отдел Цветковые, или Покрытосеменные |  |                                   |                                   |                    |  |                 |               |               |                                                                              |
|  |                                      |  | ещё 63 порядка цветковых растений | ещё 63 порядка цветковых растений |                    |  |                 | ещё 1804 рода | ещё 1804 рода |                                                                              |
|  |                                      |  |                                   | ещё 63 порядка цветковых растений |                    |  |                 |               | ещё 1804 рода |                                                                              |

## Виды
- в статусе подтвержденных
  - Cichorium bottae Deflers
  - Cichorium calvum Sch.Bip. ex Asch.
  - Cichorium calvum Sch.Bip.
  - Cichorium endivia L. — Цикорий салатный, или Эндивий
  - Cichorium hybridum Halácsy
  - Cichorium intybus L. — Цикорий обыкновенный
  - Cichorium pumilum Jacq.
  - Cichorium spinosum L.

- в статусе непроверенных
  - Cichorium dubium E.H.L.Krause
  - Cichorium endivia subsp. sativum Cout.
  - Cichorium intybus var. latifolium K.Hammer & Gladis